# Uloborus undulatus obscurior
Uloborus undulatus là một phân loài nhện trong họ Uloboridae.
Loài này thuộc chi Uloborus. Uloborus undulatus obscurior được miêu tả năm 1908 bởi Kulczynski.